# Ernst August de Hanovra (1914–1987)
Ernst August al IV-lea, Prinț de Hanovra, Prinț Ereditar de Brunswick, Prinț al Marii Britanii și Irlandei (germană Ernst August Prinz von Hannover; 18 martie 1914 – 9 decembrie 1987) a fost șeful Casei de Hanovra din 1953 până la moartea sa. 

## Biografie
El a fost fiul cel mare al lui Ernest Augustus, Duce de Brunswick și a Prințesei Victoria Luise a Prusiei, copilul cel mic și singura fiică a împăratului Wilhelm al II-lea al Germaniei.
La naștere a primit titlul de Prinț Ereditar de Brunswick și la scurt timp pe cel de Prinț al Marii Britanii și a Irlandei, titlu acordat de regele George al V-lea al Regatului Unit, și moștenitor al titlurilor de Duce de Cumberland și Teviotdale și Conte de Armagh. Titlurile sale au fost suspendate în conformitate cu Actul Privării Titlurilor din 1917.
Botezul lui Ernst August din vara anului 1914 a fost ultima mare întâlnire a monarhilor europeni înainte se izbucnirea Primului Război Mondial. Printre nașii săi se includ: împăratul Wilhelm al II-lea și împărăteasa Augusta Viktoria, bunicii materni; Ducele și Ducesa de Cumberland, bunicii paterni; George al V-lea al Regatului Unit, Franz Joseph I al Austriei, Nicolae al II-lea al Rusiei, Ludwig al III-lea al Bavariei, Frederic Francisc al IV-lea, Mare Duce de Mecklenburg-Schwerin, Prințul Adalbert al Prusiei, Prințul Oskar al Prusiei, Prințul Maximilian de Baden și regimentul 1 regal de cavalerie grea.
El și-a pierdut titlurile la vârsta de patru ani, când tatăl său a abdicat în 1918. După decesul tatălui său în 1953, el a devenit șeful Casei de Hanovra.
În timpul celui de-al Doilea Război Mondial el a luptat pe frontul rus ca Oberleutnant sub comanda generalului Erich Hoepner. A fost rănit grav în apropiere de Harkov în primăvara anului 1943. După complotul din 20 iulie din 1944 a fost arestat timp de câteva săptămâni la Berlin de Gestapo. 

### Căsătorie și copii
La 5 septembrie 1951, Ernest Augustus s-a căsătorit cu Prințesa Ortrud de Schleswig-Holstein-Sonderburg-Glücksburg (1925–80). La nuntă au participat multe figuri importante ale timpurilor, inclusiv sora lui, regina Frederica, și soțul ei, regele Paul I al Greciei, șefii caselor de Saxonia, Hesse, Mecklenburg, Oldenburg și Baden. Ceremonia căsătoriei a fost urmată de o recepție la Herrenhausen, doar o parte a fostului palat Hanovra încă intact (restul a fost incendiat în timpul celui de-al Doilea Război Mondial).
Prințesa Ortrud a murit în 1980. Ernest Augustus s-a căsătorit din nou în 1981, la vârsta de 67 de ani, cu contesa Monika de Solms-Laubach (n. 1929).
Copii lui cu prima soție sunt:
- Prințesa Marie de Hanovra (n. 1952), căsătorită cu contele Michael de Hochberg; au copii.
- Prințul Ernst August de Hanovra (n. 1954), căsătorit prima dată cu Chantal Hochuli cu care a avut copii; a doua oară s-a căsătorit cu Prințesa Caroline de Monaco cu care are o fiică.
- Prințul Ludwig Rudolph de Hanovra (1955–1988), căsătorit cu contesa Isabelle de Thurn și Valsassina-Como-Vercelli (1962–1988) cu care a avut un singur fiu. Ludwig s-a sinucis la scurt timp după ce a descoperit corpul soției sale, care a murit din cauza unei supradoze de droguri.
- Prințesa Olga Sophie Charlotte Anna de Hanovra (n. 1958)
- Prințesa Alexandra Irene de Hanovra (n. 1959), căsătorită cu Andreas, al 8-lea Prinț de Leiningen; au copii.
- Prințul Heinrich Julius de Hanovra (n. 1961), căsătorit cu Thyra von Westernhagen cu care are copii (inclusiv un fiu, Albert, născut de cea de-a 138-a comemorare a decesului strămoșului său, Prințul Albert de Saxa-Coburg-Gotha.